# Mojmír Chytil
Mojmír Chytil (* 29. dubna 1999 Skalka) je český profesionální fotbalista, který hraje na pozici útočníka za český klub SK Slavia Praha a za český národní tým.

## Klubová kariéra

### Sigma Olomouc
Chytil je odchovancem olomoucké Sigmy, do jejíž akademie přišel z nedalekého Prostějova v roce 2010. Olomoucký odchovanec vyhrál se Sigmou dorosteneckou i juniorskou ligu, už v mládežnických kategoriích však prodělal i dvě operace zraněného kolena.
Svůj debut v A-týmu si Chytil odbyl 14. prosince 2018, kdy nastoupil do závěru ligového utkání proti Baníku Ostrava. Ve zbytku sezony 2018/19 nastoupil ještě do tří soutěžních utkání, vždy jako střídající hráč trenéra Václava Jílka.
Během podzimní části sezony 2019/20 nastupoval Chytil v dresu olomoucké Sigmy pouze sporadicky pod novým trenérem Radoslavem Látalem. 23. února 2020 vstřelil svůj první gól v kariéře, a to při výhře 1:0 nad pražskou Spartou. 4. března se Chytil střelecky prosadil i ve čtvrtfinálovém utkání českého poháru proti Jablonci a pomohl k výhře 3:1. Na jaro začal Chytil pravidelně nastupovat, odehrál dohromady 21 utkání a vstřelil 2 branky.
Svůj první gól v ročníku 2020/21 vstřelil v utkání třetího kola při výhře 3:0 nad Bohemians 1905. Během sezony nastoupil do 34 soutěžních zápasů, vstřelil tři branky a pomohl Olomouci k 9. příčce.
V létě 2021 ztratil Chytil místo v A-týmu po návratu trenéra Václava Jílka, a tak zamířil na půlroční hostování do Pardubic. Během podzimní části sezony 2021/2022 nastoupil do 18 utkání a nastřílel pět branek. Jeho odchodu na konci kalendářního roku 2021 následně litoval i tamní trenér Jiří Krejčí.
Po návratu do olomouckého týmu v prosinci 2021 začal Chytil opět nastupovat v základní sestavě, 13. února gólem přispěl k výhře 2:1 nad Mladou Boleslaví. Ve skupině o umístění vstřelil Chytil dvě branky a přidal jednu asistenci ve dvou zápasech a přispěl ke konečné osmé příčce.
Dne 30. července 2022, v prvním kole nové sezony, se střelecky prosadil při výhře 3:0 nad Baníkem Ostrava. 13. září zaznamenal svůj první hattrick v kariéře, a to při výhře 4:2 po prodloužení nad Uničovem ve druhém kole MOL Cupu. V listopadu 2022 byl poprvé povolán do české reprezentace. Během přestávky mezi podzimní a jarní částí sezóny 2022/2023 se o něj zajímala pražská Slavia. Dne 4. února 2023 odehrál svůj stý zápas v lize, když odehrál celé utkání proti Slovácku. Chytil patřil v sezoně 2022/23 mezi klíčové hráče olomouckého klubu, nastřílel 12 branek ve 34 ligových zápasech a se Sigmou skončil na šesté příčce.

### Slavia Praha
Na konci května 2023 přestoupil Chytil z Olomouce do pražské Slavie. V pražském mužstvu podepsal smlouvu do konce června roku 2027. Svůj debut v novém angažmá si odbyl 22. července, kdy nastoupil do závěru utkání proti Hradci Králové a gólem přispěl k výhře 2:0. O týden později potvrdil svou střeleckou formu a v utkání proti Českým Budějovicím gólem a asistencí rozhodl o výhře 3:1. V červenci byl zvolen hráčem měsíce první ligy. 10. srpna si odbyl také svůj debut v pohárové Evropě, kdy nastoupil do utkání třetího předkola Evropské ligy proti SK Dnipro-1. S pražským celkem postoupil až do skupinové fáze; v ní debutoval 5. října a v utkání proti Šeriffu Tiraspol dvěma brankami pomohl k výhře 6:0 a za svůj výkon byl odměněn oceněním pro nejlepšího hráče týdne Evropské ligy. Na svůj výkon navázal v posledním kole základní skupiny proti švýcarskému Servette, kdy se opět dvakrát střelecky prosadil, zajistil Slavii výhru 4:0 a pomohl Slavii k postupu do jarní vyřazovací fáze.
Dne 25. února 2024 zaznamenal svůj první hattrick v dresu Slavie, a to jako střídající hráč při výhře 3:0 nad Pardubicemi. Chytil třemi góly během osmi minut vyrovnal nejrychlejší hattrick v samostatné nejvyšší soutěži. V roce 1994 zaznamenal tři branky za stejně dlouhý úsek Horst Siegl v dresu rivala Sparty. V únoru 2024 se Chytil stal podruhé v sezóně, a zároveň také v kariéře, hráčem měsíce české nejvyšší soutěže. Ve své premiérové sezóně v novém angažmá odehrál Chytil 47 utkání, vstřelil 21 branek a asistoval na dalších 6.
Dne 25. září skóroval v utkání ligové fáze Evropské ligy proti Ludogorci Razgrad při výhře 2:0. 6. října Chytil otevřel skóre pražského derby proti Spartě již v druhé minutě, čímž se stal střelcem nejrychlejšího gólu derby v samostatných dějinách a přispěl k výhře 2:1. 10. listopadu zaznamenal Chytil další hattrick jako střídající hráč, a to v ligovém utkání proti Karviné, když se střelecky třikrát prosadil v rozmezí 16 minut a přispěl k vysoké výhře 5:1.

## Reprezentační kariéra
Chytil odehrál mezi lety 2015 a 2019 také 7 utkání v dresu českých mládežnických reprezentací, v nichž vstřelil 2 branky.
V listopadu 2022 byl Chytil poprvé povolán do českého národního týmu, a to na přátelské utkání s Faerskými ostrovy. V utkání, které se hrálo 16. listopadu na olomouckém Andrově stadionu, ho trenér Jaroslav Šilhavý postavil do základní sestavy, Chytil v zápase vstřelil první tři góly a přispěl k výhře 5:0. Chytil se tak stal šestým hráčem, kterému se povedlo v prvním utkání za československou nebo českou reprezentaci vstřelit tři branky, přičemž za českou reprezentaci byl vůbec prvním takovým hráčem. Před ním se to povedlo Janu Vaníkovi (v roce 1920), Antonínu Jandovi–Očku (1920), Ladislavu Šimůnkovi (1938), Josefu Bicanovi (1938) a Jiřímu Feureislovi (1956).
Dne 12. října 2023 nastoupil v základní sestavě české reprezentace v klíčovém duelu kvalifikace na EURO 2024 proti Albánii. Ve 39. minutě se Chytil střelecky prosadil po závaru v soupeřově vápně. Sudí ale útočníkovo doklepnutí míče do odkryté brány ramenem posoudil jako hru rukou, kterou navíc potrestal žlutou kartou, která byla pro něj druhou v utkání, a Chytil tak byl v utkání vyloučen.
V červnu 2024 byl Chytil nominován trenérem Ivanem Haškem na EURO 2024. Na závěrečném turnaji nastoupil do všech tří utkání české reprezentace v základní skupině, střelecky se neprosadil. Češi ve skupinové fázi získali jeden bod a nepostoupili do osmifinále.

### Reprezentační góly
| Gól | Datum              | Místo                                      | Soupeř          | Skóre | Výsledek | Soutěž          |
| --- | ------------------ | ------------------------------------------ | --------------- | ----- | -------- | --------------- |
| 1.  | 16. listopadu 2022 | Andrův stadion, Olomouc, Česko             | Faerské ostrovy | 1:0   | 5:0      | Přátelský zápas |
| 2.  | 16. listopadu 2022 | Andrův stadion, Olomouc, Česko             | Faerské ostrovy | 2:0   | 5:0      | Přátelský zápas |
| 3.  | 16. listopadu 2022 | Andrův stadion, Olomouc, Česko             | Faerské ostrovy | 3:0   | 5:0      | Přátelský zápas |
| 4.  | 20. června 2023    | Stadion Pod Goricom, Podgorica, Černá Hora | Černá Hora      | 1:0   | 4:1      | Přátelský zápas |
| 5.  | 7. června 2024     | Untersberg-Arena, Grödig, Rakousko         | Malta           | 2:0   | 7:1      | Přátelský zápas |
| 6.  | 7. června 2024     | Untersberg-Arena, Grödig, Rakousko         | Malta           | 4:0   | 7:1      | Přátelský zápas |